# Bothromus bicolor
Bothromus bicolor är en stekelart som beskrevs av Walley 1966. Bothromus bicolor ingår i släktet Bothromus och familjen brokparasitsteklar. Inga underarter finns listade.